# Franciely Freduzeski
Franciely Gonzaga Freduzeski (Laranjeiras do Sul, 2 de outubro de 1978) é uma atriz e ex-modelo brasileira.

## Biografia
Nasceu no interior do Paraná e foi criada em Curitiba onde começou a fazer balé com 7 anos no Centro Cultural Teatro Guaíra, também dando aula de balé para crianças. Pelo lado dos avós maternos tem origem polonesa, família Fredcheski. Começou como modelo fazendo vários comerciais no sul do país, onde frequentou em Curitiba diferentes cursos de teatro desde os 12 anos. Com 17 anos foi para o Rio de Janeiro com uma peça chamada Drácula e a Dança dos Vampiros, em um teatro em Copacabana. Cursou Direito na Unesa e técnicas de atuação na New York Film Academy.
Foi casada com Jayder Soares, presidente de honra da Acadêmicos do Grande Rio, e o economista Luiz Cláudio Barbosa, com quem em 2003 teve o filho Lucas.

## Carreira
Estreou na TV em 1996, no seriado Pista Dupla da rede CNT, onde aparecia seminua na abertura, e sendo creditada como Franciely Gonzaga. Como atriz, começou em A Turma do Didi, em 1999. Depois, atuou no seriado Você Decide, nas novelas Laços de Família, O Clone e América, e na minissérie Amazônia, de Galvez a Chico Mendes, na Rede Globo. Ficou conhecida pelo público como a Dona Tetê do quadro "Dá uma subidinha", do Zorra Total, onde contracenava com Agildo Ribeiro. Em julho de 2002, estrelou na capa da revista Playboy e também posou para a edição 15 da revista Sexway.
Em 2007, atuou na série Donas de Casa Desesperadas, versão brasileira de Desperate Housewives, transmitida pela RedeTV!. No ano seguinte, voltou à Rede Globo e fez participações em Casos e Acasos e Malhação. Franciely participou da primeira edição do reality show A Fazenda, na Rede Record, em 2009, e foi eliminada na primeira semana. Após sua saída do programa, assinou um contrato de três anos com a emissora e atuou na novela Bela, a Feia, onde viveu Júlia e contracenou com os protagonistas Gisele Itié e Bruno Ferrari.
Em 2011, tentou voltar ao reality show A Fazenda, dessa vez na quarta temporada, onde disputou com Monique Evans e Ana Paula Oliveira a chance de retornar ao programa, porém não foi escolhida pelo público. No ano seguinte, interpretou a intelectual Cláudia em Máscaras.
Freduzeski mantinha uma página em seu Instagram, onde postava fotos de seus pés para os adeptos da podolatria.

## Filmografia

### Televisão
| Ano     | Título                             | Personagem                                           | Notas                                                                              |
| ------- | ---------------------------------- | ---------------------------------------------------- | ---------------------------------------------------------------------------------- |
| 1996    | Pista Dupla                        | Graziela                                             |                                                                                    |
| 1999    | Andando nas Nuvens                 | convidada de festa                                   | Figuração                                                                          |
| 2000    | Laços de Família                   | passista de escola de samba que é cantada por Danilo | Figuração                                                                          |
| 2000    | Você Decide                        | Suzy                                                 | Episódio: "Um Casamento Aberto"                                                    |
| 2000–01 | Zorra Total                        | Dona Gegê                                            |                                                                                    |
| 2001    | O Clone                            | Roberta Leme (Beta)                                  |                                                                                    |
| 2002–04 | Zorra Total                        | Marinara                                             |                                                                                    |
| 2005    | América                            | Conchita Della Paz                                   |                                                                                    |
| 2007    | Amazônia, de Galvez a Chico Mendes | Amparito                                             |                                                                                    |
| 2007–08 | Donas de Casa Desesperadas         | Gabriela Solis                                       |                                                                                    |
| 2008    | Malhação                           | Sarah Chalfon                                        | Episódio: "12–14 de maio"                                                          |
| 2008    | Casos e Acasos                     | Amanda                                               | Episódio: "Quem é Amanda? Quem mandou o bombom? Quem passou a noite comigo?"       |
| 2009    | A Fazenda                          | Participante                                         | Temporada 1                                                                        |
| 2009    | Bela, a Feia                       | Júlia                                                | Participação                                                                       |
| 2010    | Balada, Baladão                    | Enfermeira                                           | Especial de fim de ano                                                             |
| 2011    | A Fazenda 4                        | Participante                                         | Disputou uma chance de retornar ao programa, porém não foi escolhida pelo público. |
| 2012    | Máscaras                           | Cláudia Prado                                        |                                                                                    |
| 2014    | Milagres de Jesus                  | Tania                                                | Episódio: "A Pecadora que Ungiu os Pés de Jesus"                                   |
| 2018    | Orgulho e Paixão                   | Elisa                                                | Participação                                                                       |

### Cinema
| Ano  | Título                  | Personagem |
| ---- | ----------------------- | ---------- |
| 2010 | Lula, o Filho do Brasil | Regina     |

## Teatro
- Drácula e a Dança dos Vampiros[43]
- 2002 - Boeing-boeing....Comissária de bordo[14][44][45]
- 2004 - As Mentiras que os Homens Contam[46]
- 2006 - O Último Bolero[47]
- 2012 - Exilados.... Bertha[7][48]
- 2017 - Mais de Sessenta, Tons de Cinza.... várias personagens[49][50]